# Tôn Thị Ngọc Hạnh
Tôn Thị Ngọc Hạnh (sinh năm 1968) là đại biểu Quốc hội Việt Nam khóa 13, thuộc đoàn đại biểu Đắk Nông.

## Tiểu sử
Ngày sinh: 18/12/1968
Giới tính: Nữ
Dân tộc: Kinh
Tôn giáo: Không
Quê quán: Xã Tịnh Ân, huyện Sơn Tịnh, Quảng Ngãi
Trình độ chính trị: Cao cấp lý luận chính trị
Trình độ chuyên môn: Thạc sỹ quản lý giáo dục, Đại học Sư phạm Ngữ văn
Nghề nghiệp, chức vụ: Tỉnh ủy viên, Phó Trưởng đoàn chuyên trách Đoàn ĐBQH tỉnh Đắk Nông khóa XIII, Ủy viên Ủy ban Khoa học, Công nghệ và Môi trường của Quốc hội
Nơi làm việc: Văn phòng Đoàn ĐBQH và HĐND tỉnh Đắk Nông
Ngày vào đảng: 10/12/1999
Nơi ứng cử: Đắk Nông
Đại biểu Quốc hội khoá: XIII
Đại biểu chuyên trách: Địa phương
Đại biểu Hội đồng Nhân dân: Đại biểu HĐND tỉnh khóa II(nhiệm kỳ 2011-2016)